# Alticorpus
Alticorpus is een geslacht van straalvinnige vissen uit de familie van de cichliden (Cichlidae).

## Soorten
- Alticorpus geoffreyi Snoeks & Walapa, 2004
- Alticorpus macrocleithrum (Stauffer & McKaye, 1985)
- Alticorpus mentale Stauffer & McKaye, 1988
- Alticorpus peterdaviesi Stauffer & McKaye, 1988
- Alticorpus profundicola Stauffer & McKaye, 1988